# جوزفين لورانس
جوزفين لورانس (بالإنجليزية: Josephine Lawrence)‏ (1889 - 1978)؛ صحفية وروائية أمريكية.